# Preston North End Football Club 2019-2020
Questa voce raccoglie le informazioni riguardanti il Preston North End Football Club nelle competizioni ufficiali della stagione 2019-2020.

## Maglie e sponsor
| Casa | Trasferta | Terza divisa |

Sponsor ufficiale: 32Red
Fornitore tecnico: Nike

## Rosa
Rosa e numerazione, tratte dal sito internet ufficiale della società, aggiornate al 29 agosto 2019.
| N. |                        | Ruolo | Calciatore            |
| -- | ---------------------- | ----- | --------------------- |
| 1  | Inghilterra (bandiera) | P     | Declan Rudd           |
| 2  | Inghilterra (bandiera) | D     | Darnell Fisher        |
| 4  | Inghilterra (bandiera) | C     | Ben Pearson           |
| 5  | Inghilterra (bandiera) | D     | Tom Clarke (capitano) |
| 6  | Inghilterra (bandiera) | D     | Ben Davies            |
| 7  | Inghilterra (bandiera) | A     | Tom Bayliss           |
| 8  | Irlanda (bandiera)     | C     | Alan Browne           |
| 9  | Inghilterra (bandiera) | A     | Louis Moult           |
| 10 | Inghilterra (bandiera) | C     | Josh Harrop           |
| 11 | Giamaica (bandiera)    | C     | Daniel Johnson        |
| 12 | Scozia (bandiera)      | C     | Paul Gallagher        |
| 13 | Galles (bandiera)      | P     | Michael Crowe         |
| 14 | Inghilterra (bandiera) | D     | Jordan Storey         |
| 15 | Inghilterra (bandiera) | D     | Joe Rafferty          |
| 16 | Galles (bandiera)      | D     | Andrew Hughes         |
| 17 | Inghilterra (bandiera) | C     | Josh Ginnelly         |
| 18 | Inghilterra (bandiera) | C     | Ryan Ledson           |

| N. |                        | Ruolo | Calciatore      |
| -- | ---------------------- | ----- | --------------- |
| 19 | Inghilterra (bandiera) | C     | Andre Green     |
| 20 | Inghilterra (bandiera) | A     | Jayden Stockley |
| 21 | Germania (bandiera)    | D     | Patrick Bauer   |
| 23 | Inghilterra (bandiera) | D     | Paul Huntington |
| 24 | Irlanda (bandiera)     | A     | Sean Maguire    |
| 25 | Inghilterra (bandiera) | P     | Connor Ripley   |
| 27 | Inghilterra (bandiera) | A     | Connor Simpson  |
| 28 | Inghilterra (bandiera) | P     | Mathew Hudson   |
| 29 | Inghilterra (bandiera) | A     | Tom Barkhuizen  |
| 30 | Inghilterra (bandiera) | C     | Jack Baxter     |
| 32 | Irlanda (bandiera)     | C     | Adam O'Reilly   |
| 34 | Inghilterra (bandiera) | D     | Jack Armer      |
| 35 | Inghilterra (bandiera) | A     | David Nugent    |
| 39 | Galles (bandiera)      | A     | Billy Bodin     |
| 44 | Inghilterra (bandiera) | C     | Brad Potts      |
| 50 | Inghilterra (bandiera) | A     | Kevin O'Connor  |